# 斯坦利和贾尼丝·贝伦斯坦
斯坦利·梅尔文·贝伦斯坦（1923年9月29日 – 2005年11月26日）和贾尼丝·玛丽安·贝伦斯坦（1923年7月26日 – 2012年2月24日）是一對美国作家和插画家夫婦，他們创作了不少儿童读物。斯坦利是犹太人，贾尼丝是美国圣公会教徒。 